# Марш из Джарроу

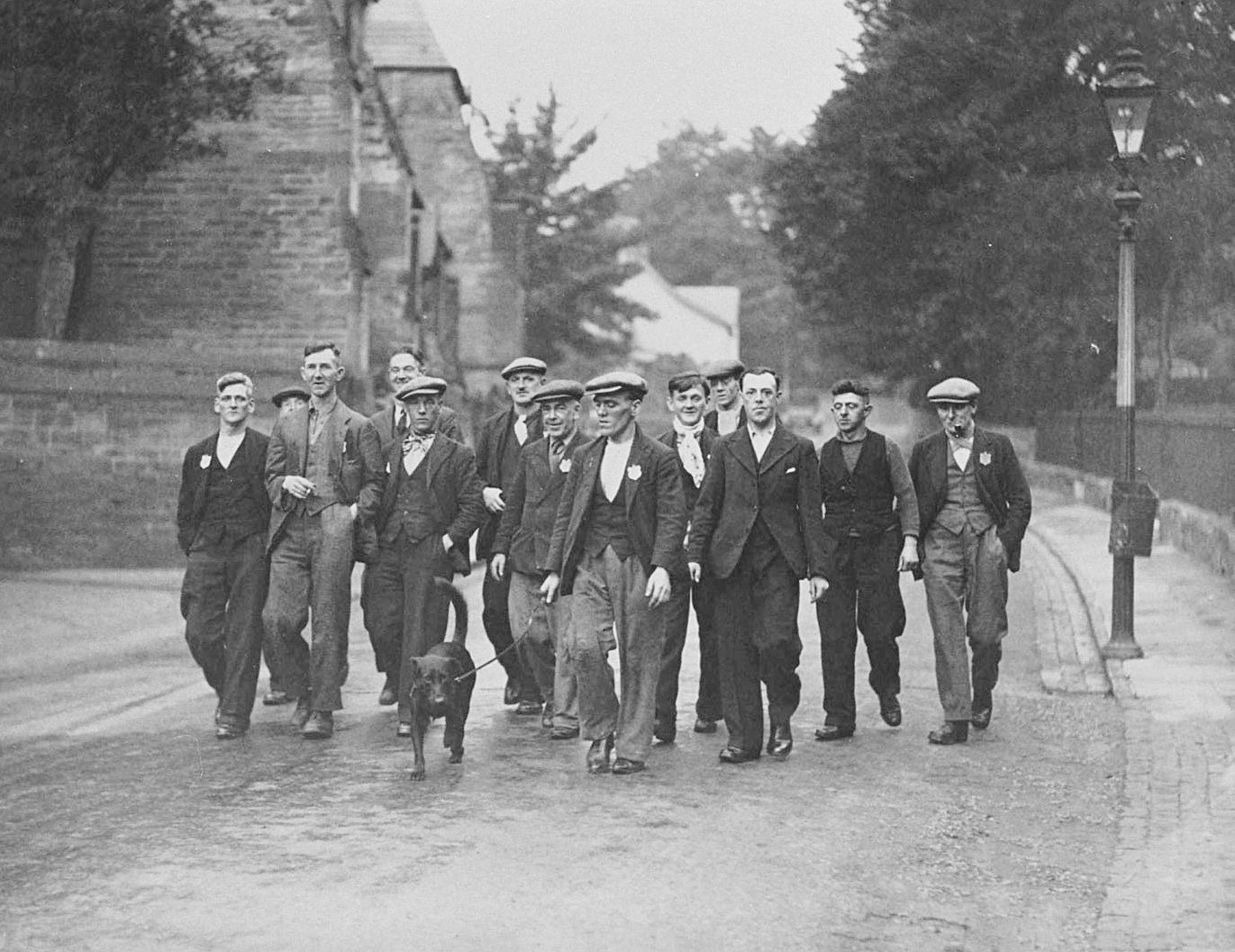
Участники марша из Джарроу направляются в Лондон

Марш из Джарроу (англ. Jarrow March), также известный как поход из Джарроу (англ. Jarrow Crusade) — организованный протест, прошедший с 5 по 31 октября 1936 года в британском городе Джарроу, агломерация Тайнсайд, направленный против безработицы и бедности, от которых страдало в 1930-х годах население Великобритании. Около двухсот человек проделали путь из Джарроу в Лондон, неся петицию к британскому правительству с просьбой о восстановлении промышленности в городе после закрытия в 1934 году главного работодателя — судостроительной верфи Палмера. Петиция была получена палатой общин Великобритании, однако не была рассмотрена. Цели протестующих не были достигнуты; марш принёс незначительные результаты. Жители Джарроу вернулись домой, полагая, что потерпели неудачу.
Первоначально Джарроу приобрёл известность в качестве места, где жил и работал Беда Достопочтенный. В начале XIX века в городе развивалась угольная промышленность, после чего в 1851 году была образована верфь. На протяжении следующих 80 лет в Джарроу было построено более тысячи кораблей. В 1920-х годах сочетание неэффективного управления и изменений мировых торговых условий после Первой мировой войны привело к ухудшению уровня жизни населения и, в конце концов, закрытию верфи. Планы по её замене на современный сталелитейный завод были сорваны из-за сопротивления Британской федерации чёрной металлургии — организации работодателей со своими собственными планами насчёт промышленности. Провал плана по строительству сталелитейного завода, а также отсутствие каких-либо перспектив на возвращение нормального уровня занятости населения в Джарроу были решающими факторами, которые привели к принятию решения об организации марша.
Марши безработных в Лондон, называемые «голодными маршами», проходили в начале 1920-х годов и были главным образом организованы национальным движением безработных под руководством Коммунистической партии Великобритании. Лейбористская партия и конгресс труд-юнионов держались в стороне от этого движения, опасаясь быть связанными с коммунистическими организаторами. Они осуществляли ту же политику по отношению к участникам марша Джарроу, что и городской совет, при поддержке всех слоёв города, но без какой-либо связи с национальным движением безработных. Во время своего движения демонстранты из Джарроу получили поддержку от местных отделений всех основных политических партий, а также широкий общественный приём по прибытии в Лондон.
Несмотря на то, что изначально демонстранты считали свой протест провалившимся, впоследствии марш был признан историками как одно из определяющих событий 1930-х годов. В конечном итоге он стал одной из причин проведения социальной реформы после Второй мировой войны. В Джарроу расположены многочисленные мемориалы, посвящённые маршу. Несмотря на равнодушие, проявленное Лейбористской партией в 1936 году, послевоенное руководство партии признало марш проявлением чёрствости правительства и стойкости рабочего класса.

## Предыстория

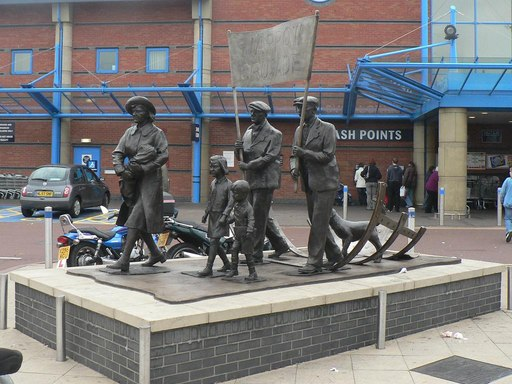
Бронзовая скульптура Грэхэма Иббесона. Дух Джарроу

Великая депрессия необычайно повлияла на ситуацию на северо-востоке Англии, где основная часть жителей была занята в судостроении и горнодобывающей промышленности. Обвал на международных и внутренних рынках привёл к необычайно резкому увеличению безработицы. Пособие по безработице выплачивалось в течение 26 недель и было очень небольшим. Люди, жившие на пособие и не имевшие другого дохода, попадали под статьи Закона о Бедных, заставляющих любого трудоспособного гражданина работать за плату гораздо ниже общепринятой. Повсеместно происходили процессы выселения жильцов из домов за неуплату.
Джарроу был небольшим городишком, располагающимся на берегу реки Тайн, большинство населения которого было занято на местных судостроительных верфях. Город возник в результате экономического подъёма в начале XX века, когда в Англии производилось около четверти кораблей мира. Созванная комиссия решила закрыть уже не новую верфь города, чтобы перевести заказы на более современные и производительные предприятия.
Движение Безработных Англии проводило несколько подобных маршей, которые не заручились широкой поддержкой из-за своих предполагаемых связей с Коммунистической партией Великобритании. Первоначально Марш из Джарроу был назван «шествием», а представители партии коммунистов не были допущены к участию, чтобы исключить любые ассоциации с провалившимися попытками.